# 台灣田邊製藥
台灣田邊製藥股份有限公司，簡稱台灣田邊，是日本田邊三菱製藥在台灣設立的子公司。

## 歷史
1962年9月17日，田邊製藥與興南實業創辦人李再興等合資成立台灣田邊製藥，為田邊製藥第一家海外子公司，使用田邊製藥五燈標誌，總部設於台北市城中區博愛路，工廠設於台北縣三重市，首任社長木下勇。
1965年10月9日至1998年7月19日，台灣田邊製藥獨家贊助臺灣電視公司委外製播綜藝節目《五燈獎》系列，打響知名度。
1971年，台灣田邊製藥總部遷往台北市松江路。
1987年，台灣田邊製藥工廠遷往新竹縣湖口鄉光復北路97號（新竹工業區），即新竹廠。
1987年7月1日，台灣田邊製藥成立子公司台田藥品。
2007年10月1日，田邊製藥與三菱製藥合併為田邊三菱製藥，田邊三菱製藥廢除田邊製藥五燈標誌；但台灣田邊製藥不受影響，繼續使用田邊製藥五燈標誌至今。
2012年，台灣田邊製藥取得行政院衛生署藥品優良製造證明書（PIC/S GMP）。
2015年，台灣田邊製藥總部遷往台北市南港區市民大道七段8號14樓之1（潤泰松山車站大樓A棟）。
2017年，衛生福利部食品藥物管理署認定台灣田邊製藥符合藥品優良運銷規範（PIC/S GDP）。
2023年11月17日，1111人力銀行「2023幸福企業」頒獎典禮，台灣田邊製藥為「生技醫療類」金獎得獎者之一。

## 外部連結
- 台灣田邊製藥 （页面存档备份，存于）
- （繁體中文） 台灣公司資料
- （繁體中文） 台灣公司資料

25°02′57.4″N 121°34′49.8″E / 25.049278°N 121.580500°E